# 다니노쿠치역
다니노쿠치역(일본어: 谷之口駅)은 일본 미야자키현 니치난시에 위치한 규슈 여객철도 니치난 선의 철도역이다. 단선 승강장 1면 1선의 구조를 갖춘 지상역이다.

## 이용 현황
| 승차 인원 추이 | 승차 인원 추이 |
| 연도           | 1일 평균       |
| -------------- | -------------- |
| 2002           | 19             |
| 2003           |                |
| 2004           | 9              |
| 2005           | 7              |
| 2006           | 5              |
| 2007           | 6              |
| 2008           | 6              |
| 2009           | 3              |
| 2010           | 4              |
| 2011           | 4              |
| 2012           | 4              |

## 역 주변
- 국도 제220호선
- 난고 강

## 역사
- 1949년 1월 15일 : 개업.
- 1963년 5월 8일 : 니치난 선 미나미미야자키 - 기타고 간 개업에 의해 니치난 선으로 편입.
- 1987년 4월 1일 : 일본국유철도 분할 민영화에 의해, 규슈 여객철도가 승계.

## 인접 역
| 니치난 선                | 니치난 선   | 니치난 선          |
| ------------------------ | ----------- | ------------------ |
| 난고 미나미미야자키 방면 | ■ 니치난 선 | 요와라 시부시 방면 |